# Кфар-Авив
Кфар-Авив (ивр. כְּפַר אָבִיב‎, дословно — «Весенняя деревня») — мошав в Центральном округе Израиля, недалеко от Ашдода. Административно мошав относится к региональному совету Гдерот. В 2020 году население деревни составляло 822 человека.

## История
Кфар-Авив был основан в 1952 год Еврейским агентством. Поселение было предназначено для размещения еврейских иммигрантов и беженцев из Египта. Его первоначальное название было Кфар-ха-Йеор (ивр. כפר היאור‎; дословно — «Деревня на берегу Нила»). Название «Кфар-Авив» было дано как отсылка к Исходу евреев из Египта, который произошел весной, как записано в Торе (Исх. 34:18).Со временем деревня поглотила семьи из Польши.
Площадь земли, используемой для ведения сельского хозяйства, составляет около 2 квадратных километров. Большинство жителей деревни работают в других местах.

## Население
По данным Центрального статистического бюро Израиля, население на начало 2020 года составляло 822 человека.